# Felt (Oklahoma)
Felt és una àrea no incorporada localitzada al sud-oest del Comtat de Cimarron, al nord-oest de l'estat estatunidenc d'Oklahoma. Segons el cens dels Estats Units del 2010 tenia 93 habitants i una densitat poblacional de 109,86 persones per quilòmetre quadrat. Felt forma part de l'Oklahoma Panhandle. Va ser anomenat per C.F.W. Felt de la Ferrovia Atchison, Topeka i Santa Fe i la comunitat té una oficina de correus establerta el 16 de juliol de 1926.

## Geografia
Felt es troba en les coordenades 36° 34′ 3″ N, 102° 47′ 37″ O / 36.56750°N,102.79361°O. Segons l'Oficina del Cens dels Estats Units, Felt tenia una àrea total de 0,85 quilòmetres quadrats, dels quals 0,85 quilòmetres quadrats eren terra i 0 quilòmetres quadrats (0%) eren aigua.

## Demografia
Segons el cens dels Estats Units del 2010, hi havia 93 persones vivint a Felt. La densitat de població era de 109,86 habitants per quilòmetre quadrat. Dels 93 habitants, un 84,95% eren blancs, un 0% eren negres o afroamericans, un 0% eren natius americans, un 0% eren asiàtics, un 0% eren illencs pacífics, un 10,75% eren d'altres races i un 4,3% pertanyien a dos o més races. Del total de la població un 37,63% eren hispànics o llatinoamericans de qualsevol raça.